# Primeval
Primeval en español significa «Primitivo», también conocida como Mundo primitivo e Invasión jurásica en España e Invasores primitivos en América, es una serie de ciencia ficción y aventura británica producida por el canal ITV1.
La serie sigue a un equipo de científicos encargados de investigar la aparición de anomalías temporales (portales en el tiempo) en Gran Bretaña, por las que entran varias especies de criaturas, procedentes del pasado y del futuro de la Tierra.
En Europa la serie se emite en Reino Unido por ITV y Watch, en España se estrenó en Animax y luego se emitió también en Canal+, en Cuatro y en BBC Drama, en Alemania por ProSieben, y en Francia por M6.
En América Latina fue transmitida por Citytv en Colombia, BBC America en EE. UU., y HBO Family en el resto de países hispanohablantes.

## Sinopsis
Unas inexplicables anomalías están abriendo agujeros en la barrera del tiempo, permitiendo a las criaturas más salvajes de la evolución, del pasado y del futuro, viajar en el tiempo hacia la Inglaterra actual.
Algunas son feroces, otras inofensivas y todas ellas extrañas, además de tener algo más en común: éste no es su tiempo. ¿Sobrevivirá la humanidad a esta nueva amenaza?
Cuando el zoólogo Nick Cutter y su equipo descubren criaturas prehistóricas en el presente, reciben órdenes del Gobierno para impedir que la información llegue a la opinión pública. Sin embargo, el número y la frecuencia de las anomalías aumentan cada vez más y el equipo debe poner sus vidas permanentemente en peligro en la batalla por contener a dinosaurios, escorpiones gigantes, parásitos primitivos, quirópteros del futuro y otros adversarios mortales dispuestos a invadir nuestro mundo.
Además, Cutter tendrá que lidiar con un profundo dilema personal cuando descubra que su mujer, Helen, dada por desaparecida hace ocho años, ha estado viajando a través de las anomalías. Ahora ella ha vuelto con posibles respuestas a las anomalías en la barrera del tiempo, pero, ¿es un secreto que esté dispuesta a compartir? Y, si no es así, ¿para qué ha vuelto?

## Episodios
Actualmente se han estrenado cinco temporadas con un total de 36 episodios. La tercera temporada fue emitida por primera vez en televisión por el canal español Cuatro. Durante un tiempo la serie estuvo cancelada debido a problemas con el canal ITV, pero se confirmó por parte de los productores de Primeval que las temporadas 4 y 5 se estrenarían en 2011, además del posible largometraje producido en los Estados Unidos. Actualmente la serie se emite en los canales Animax, Boing y AXN.

## Spin-offs
Se han hecho libros de la serie que relatan algunos eventos que suceden entre los capítulos:
Libros:
- El predador perdido

- La sombra del jaguar

- La isla perdida

- El evento de extinción

- Fuego y agua

 Películas 
Los planes para una película de Primeval han sido revelados por ITV. Warner Bros informó haber adquirido los derechos de la franquicia, para adaptarla al cine con Akiva Goldsman y Kerry Fomentar como productores. Además de la película, Jonathan Drake y Tim Haines  trabajan en una serie spin-off, posiblemente con sede confirmada en Canadá.
 Series: 
- Primeval, Nuevo Mundo https://es.wikipedia.org/wiki/Primeval:_New_World

## Producción
La serie fue creada por Adrian Hodges, que escribió la mayoría de los guiones, y Tim Haines de Impossible Pictures, que previamente había creado la serie documental Caminando entre Dinosaurios. Fue producida por Cameron Haines y McAllister. Primeval ofrece características 2D y 3D y efectos especiales hechos por London Effects House Framestore CFC, que anteriormente tenía el título de trabajo "Primeval". La mayor parte de los sucesos en la serie ocurren en Londres y distintas partes de Gran Bretaña. Otras escenas fueron rodadas en lugares como las Islas Canarias o República Dominicana para representar las distintas épocas a los que los personajes viajan a través de las anomalías.
ITV produjo antes de esta serie otra llamada "Parque Prehistórico", en la que Nigel Marven viajaba al pasado para traer al presente criaturas extintas al más puro estilo de Jurassic Park.
Se dice que Primeval tiene similitudes con la serie Doctor Who al estar ambas relacionadas con los viajes en el tiempo. Sin embargo, el argumento de Primeval es muy distinto.
La serie cuenta hasta el momento con 5 temporadas con episodios de unos 45 minutos de duración.
- La primera temporada cuenta con 6 episodios que narran cómo se conocen los personajes y cómo luchan para impedir que los animales causen un caos en Inglaterra.

- La segunda cuenta con 7 episodios y explican que pasó cuando Cutter cambió el pasado y Claudia se desvaneció, y las aventuras de los protagonistas en el Centro de Investigación de Anomalías (CINA) o ARC en inglés.

- La tercera temporada está compuesta de 10 episodios, en los que aparecerán varias criaturas basadas en especies del registro fósil, se incluye otra criatura hipotética semejante a un Gremlin. Fue emitida en España el 22 de marzo y en Alemania, el 23 del mismo mes curiosamente, antes que en el Reino Unido, su país de origen, dónde llegó el 28 de marzo de 2009.

- La cuarta temporada está compuesta por 7 episodios y empieza con Abby y Connor llegando al ARC a través de una anomalía del Cretácico y conocen al nuevo equipo y las nuevas armas, protocolos e instalaciones.

- La quinta temporada está compuesta por 6 episodios contando como Connor se une a Phillip mientras Abby y Matt intentan detener el proyecto.

Los escenarios prehistóricos de algunos capítulos fueron rodados en Gran Canaria, en España. Concretamente la Presa de Siberio, en La Aldea de San Nicolás. Es un paisaje casi virgen, donde existen roques megalíticos (tales como el Roque Nublo y el Roque Bentayga) y profundos barrancos. Las escenas prehistóricas de la primera temporada se rodaron en la Isla de La Palma, concretamente en la Zona de Cumbre Vieja, la ruta de los Volcanes y en la playa de Echentive en Fuencaliente (al sur de la isla).

### Cancelación temporal y continuación
En junio de 2009, ITV anunció que Primeval no regresaría para una cuarta temporada, declarando que "Después de tres temporadas muy exitosas de Primeval, no hay planes en este momento para que regrese a ITV.",
Fue una sorpresa, teniendo en cuenta que, en abril de 2009, ITV afirmó que no tenía planes para cancelar la serie. Además, era una de las series más populares de ITV (6 millones de espectadores de las dos primeras temporadas, y 5 millones para la tercera), contando con numerosos comentarios positivos y una leal base de aficionados.
Por ello, ITV consideró la posibilidad de un plan radical para compartir los derechos de la serie con una cadena rival para dividir el coste de los efectos de la serie, pero el plan no prosperó.
Algunos fanes comenzaron a hacer peticiones para que la cadena re-emitiera el programa de nuevo, y expresaron su decepción en Twitter por el hecho de que la serie hubiera terminado con un cliffhanger.
El 29 de septiembre de 2009 se reveló que, gracias a varios tratos entre las cadenas de televisión británicas, la serie seguiría con una cuarta y una quinta temporadas previstas para 2011, con los mismos productores y reparto que las temporadas anteriores.
La cuarta temporada se emite desde el 1 de enero de 2011, los sábados en ITV1, y la quinta desde el 24 de marzo. La grabación comenzó en abril de 2010 y terminó en noviembre.

## Personajes

### Principales
- Nick Cutter (Douglas Henshall, Capítulo 1.01 a 3.03) †: Científico especialista en evolución biológica, graduado en la Universidad de Londres con matrícula de honor. Ahora se dedica a investigar y dar clases en la Central Metropolitan University en el departamento de zoología. Se le reconoce como una de las eminencias de su campo. Su mujer, Helen, desapareció misteriosamente hace 8 años. Muere de un disparo de Helen durante el ataque al CINA durante la Tercera temporada, dejándole el protagonismo a Danny y posteriormente a Matt. A pesar de su muerte, su legado perdura hasta el final de la serie.

- Connor Temple (Andrew Lee Potts, Desde el Capítulo 1.01): Estudiante de la universidad donde imparte clase el Dr. Cutter que se convertirá en el especialista en investigación, equipo y logística del equipo. Tras pasar un año en el Cretáceo junto a Abby, regresa y se une de nuevo al equipo.

- Abby Maitland (Hannah Spearritt, Desde el Capítulo 1.01): Zoóloga y guarda del Parque Zoológico de Londres, que se une al equipo en el primer capítulo. Tras pasar un año en el Cretáceo junto a Connor regresa y se une de nuevo al equipo.

- Matt Anderson (Ciarán McMenamin, Desde el Capítulo 4.01): Es un zoólogo y exmilitar que lidera el equipo tras la desaparición de Danny, Connor y Abby. Viene de un futuro lejano, donde el mundo ha sido devastado.

- Hilary Bécker (Ben Mansfield, Desde el Capítulo 3.01): Soldado de las Fuerzas especiales que entra al equipo en sustitución de Stephen, siendo su misión la de proteger a los demás miembros durante sus investigaciones de las anomalías.

- Jessica Parker (Ruth Kearney, Desde el Capítulo 4.01): Especialista en telecomunicaciones que se encarga de las operaciones y asuntos internos del CINA. Maneja muy bien el DDT y otros artilugios relacionados con las anomalías.

- Emily Merchant (Ruth Bradley, Desde el Capítulo 4.03 a 4.07; Regreso desde el Capítulo 5.03): Una mujer nacida en la época victoriana que se transportó a través del tiempo por las anomalías. Cruza una anomalía a su época al final de la cuarta temporada. Matt descubre con la ayuda de Abby que es encerrada en un psiquiátrico por lo que viaja al pasado para salvarla.

- James Lester (Ben Miller, Desde el Capítulo 1.01): Alto funcionario del ministerio del interior. Lester trabaja para el gobierno británico y es líder del equipo de científicos encargado de investigar las anomalías. Cuando el presente acaba alterado, Lester es el agente encargado del CINA.

- Phillip Burton (Alexander Siddig, Desde el Capítulo 4.01): Es un científico-político que dirige el ARC cuando el gobierno pierde la fe en la capacidad de Lester para llevar el mando

- April (Janice Byrne, Desde el Capítulo 5.01) †: April es contratada por Phillip Burton como asistente de laboratorio de Connor aunque su verdadero cometido será entrometerse en la relación entre Connor y Abby para que el primero continúe trabajando para Próspero. Muere en el penúltimo episodio de la quinta temporada, producto de una caída provocada por el ataque de unos anurognatos.

- Danny Quinn (Jason Flemyng, Capítulo 3.02 a 3.10; Capítulo 4.07): Oficial de policía que descubre las anomalías al investigar la misteriosa muerte de su hermano. Después deja su trabajo y se une al grupo como líder en sustitución de Cutter. Queda atrapado en el Plioceno al intentar detener a Helen pero vuelve al final de la cuarta temporada cruzando la anomalía traspasada por un forusracos. Atraviesa la anomalía al Plioceno para perseguir a Ethan.

- Ethan Dobrowski (Jonathan Byrne Capítulo 4.03 a 4.07): Ethan ha estado viajando a través de anomalías durante mucho tiempo, a veces sólo, a veces como parte del grupo cuando conoció a Emily. Un nuevo peligro a tener en cuenta puesto que sabe más de lo que todos piensan, poniendo en peligro las operaciones del CINA. En capítulo 4. 06 se descubre que él en realidad es Patrick Quinn, el hermano de Danny. Cruza la anomalía al Plioceno.

- Claudia Brown/Jennyfer Lewis (Lucy Brown, Capítulo 1.01 a 3.05; Capítulo 4.06): Claudia Brown es trabajadora del Instituto de Ciencia y Tecnología, de algún modo, algo cambió el curso de la historia, lo que la convierte en Jennyfer Lewis. Tras la muerte de Nick y estar al borde de su propia muerte, ella decide abandonar el equipo. Reaparece en la Cuarta temporada, cuando un grupo de hienodontes ataca el castillo donde se celebra su boda.

- Stephen James Hart (James Murray, Capítulo 1.01 a 2.07) †: Activista defensor de la vida salvaje y cazador. Fue el campeón junior de tiro olímpico, pero lo dejó todo para estudiar Historia Natural. Se convierte en el ayudante del profesor Nick. Muere al final de la Segunda temporada, al ser atacado por los animales capturados por Oliver Leek.

- Sarah Page (Laila Rouass, Capítulo 3.01 a 3.10) ¿†?: Egiptóloga que se ve involucrada en extraños sucesos que le llevan a unirse al equipo. Sarah descubre al Pristichampsus en un museo de egiptología, pero lo confunde con la diosa egipcia Ammyt. Muere antes del comienzo de la Cuarta Temporada, mientras buscaba a Abby, Connor y Danny, según Bécker. En la vida real fue porque la actriz que la interpretaba (Laila Rouass) quería cuidar de su hijo de 3 años.

- Helen Cutter (Juliet Aubrey, Capítulo 1.01 a 3.10) †: Esposa de Nick Cutter. Helen entiende el fenómeno de las anomalías más que nadie y puede predecir cuando se abren. 8 años antes de formarse el equipo, Helen desapareció sin dejar rastro mientras investigaba las anomalías. Tiene un extraño objeto que parece relacionado con el control de las anomalías. Ella planeó exterminar a la humanidad matando a los homínidos, cruza una serie de anomalías hasta el Plioceno seguida por Danny. Muere en el Plioceno, al final de la Tercera temporada a causa del ataque de un velociraptor que la siguió desde el Cretácico, cayendo ambos estruendosamente por un acantilado.

- Rex Un coelurosauravus que se escapó de una anomalía del Pérmico y fue a parar a manos de un niño, el cual lo confundió con un Dragón volador de Borneo; luego Abby empezó a cuidarlo. Vive en el CINA desde la 4.ª temporada, estuvo al borde de la muerte por un cierre de seguridad.

### Secundarios
- Gideon Anderson (Anton Lesser) †: Un hombre misterioso que parece tener vínculos con Matt Anderson. Al final de la cuarta temporada se revela que es el padre de Matt.

- Duncan: Amigo de Connor. También parece estar interesado en las teorías de la conspiración. Junto a Tom captura un Dodo cerca de una zona de anomalías. Reaparece en la cuarta temporada ayudando a Connor buscando un Kaprosuchus.

- Capitán Tom Ryan (Mark Wakeling, Capítulo 1 al 6) †: Capitán de las fuerzas especiales. Se unió a la armada a los 17. Está a cargo de todos los soldados del equipo, pero obedece las órdenes de Claudia. Muere al final de la Primera temporada al ser atacado por el predador del futuro

- Tom (Jake Curran) †: Otro amigo de Connor y Duncan. El Dodo que capturan le muerde pasándole un parásito primitivo que le vuelve agresivo y descontrolado y acaba matándole.

- Oliver Leek (Karl Theobald, Capítulo 7 al 13) †: Nuevo asistente de Lester que sustituye a Claudia. Contrata a Caroline y a Sciswell para que espíen al equipo mientras trabaja en su plan. Leek siempre ha sido un perdedor que se siente insignificante y quiere compensarlo matando a su jefe entre otras cosas. Intenta asesinar a Cutter con un ejército de depredadores del futuro controlados. Muere al ser atacado por su propio ejército cuando los predadores pierden el control neural, al final de la segunda temporada.

- Caroline Steel (Naomi Bentley): Novia de Connor durante la segunda temporada. Junto a Helen Cutter, forma parte de los malvados planes de Oliver Leek. Caroline finge un interés por Connor para espiarle y enviarle información a Leek, pero desconoce cuáles son sus planes.

- Mercenario Sciswell (Tim Faraday) †: Este personaje es visto por primera vez como limpiador en un centro comercial donde es atacado por una cría de raptor. Más tarde es visto por Connor como soldado del CINA. Cutter sospecha de él y le persigue pero acaba agredido. Es comido por un escorpión látigo en el Silúrico. Al final de la segunda temporada se revela que forma parte de un ejército de "clones" capitaneados por Helen. Estos mueren en la explosión del CINA en la Tercera Temporada.

- Mick Harper †: Reportero que interrogó a testigos de la aparición del Mamut colombino en la autopista M25. Está dispuesto a averiguar que esconde el gobierno. Reaparece en el capítulo 3 de la tercera temporada, intentando hacer una foto a un dictodonte. Muere al intentar grabar la exclusiva de su vida, cuando él y su directora son comidos por un Giganotosaurio.

- Valerie Irwin †: Guarda del Parque Blue Sky. Descubrió a un cachorro de tigre dientes de sable al cual fue cuidando y viendo crecer durante años hasta que la comida que le proporcionaba era insuficiente, por lo cual tuvo que empezar a comerse a los visitantes. Ella es asesinada por el felino aun confiando que no le haría daño justo cuando iba a atacar a Nick.

- Nigel Marven †: Es un comentarista que trabaja junto al reportero Mick Harper. Encontró una cría de Velociraptor en un hángar de aeropuerto, la cual le muerde en la mano y regresa corriendo. Entonces surge un Giganotosaurio de la anomalía y come a Nigel vivo.

- Jack Maitland: Es el hermano de Abby. Se queda sin trabajo y se va a vivir con su hermana, para disgusto de Connor. Se perdió en el futuro al ser atacado por los himenópteros del futuro, donde serviría de comida a sus larvas. Danny lo rescata, y decide que no vivirá más con Abby.

- Christine Johnson †: Nueva jefe de Lester, que conoce bien el fenómeno de las anomalías y tiene un equipo privado de científicos que las estudia. Intenta encontrar la forma de controlar a los Quirópteros depredadores, como hicieron Helen y Leek. Muere al ser comida por un depredador del futuro.

- Capitán Wilder †: Es el soldado que está al mando del ejército de Christine y que se encarga de ir por las anomalías buscando pistas para conocer y poder controlar las anomalías. Al parecer fue el mentor de Bécker. Muere junto a Christine.

- Sid y Nancey (Diictodon): Son dos diictodontes que quedaron atrapados en el presente cuando la anomalía del hospital se cerró. Están al cuidado de Connor. Su conducta se parece a la de un topo. Se sabe que al igual que Rex acaban viviendo en el CINA.

- Princesa: Un Dracorex que vive en el CINA debido al cierre de su anomalía. Es el único dinosaurio de la serie apodado (Claro, sin contar a Baba Yaga, la cría de T-Rex, ya que ésta sale en "El evento de extinción")

## Criaturas
La mayoría de las criaturas que aparecen en la serie están basadas en especies reales del registro fósil. Otras son criaturas inventadas, prehistóricas o del futuro.
Todos los que murieron llevan una cruz al lado.

### Primera temporada
- Anurognathus ammoni †
- Arthropleura armata † (Posiblemente)
- Coelurosauravus elivensis
- Pájaro Dodo † (Dos)
- Gorgonopsidae (posiblemente Inostrancevia alexandri) † (El del capítulo 1)
- Hesperornis regalis
- Mosasauridae (Posiblemente Tylosaurus) † (Después de devolverlo, el joven)
- Pteranodon longiceps.
- Quiróptero depredador (criatura del futuro) † (Excepto dos crías)
- Sarcopterygii (Se menciona, pero no sale "vivo")
- Solifugo prehistórico indeterminado.
- Scutosaurus karpinskii
- Tenia primitiva (podría ser del futuro) †
- Stegosaurus (mencionado)
- Smilodon populator (mencionado)

### Segunda temporada
- Coelurosauravus
- Gusano de la niebla †
- Quiróptero depredador (criatura del futuro) †
- Mamut Colombino
- Mer (criatura del futuro) † (Los del ejército de Leek)
- Dromaeosauridae (Posiblemente Deinonychus) † (Menos la hembra del primer episodio)
- Miriápodo del Silúrico (posiblemente Eoarthropleura)
- Escorpión Látigo del Silúrico † (Los del ejército de Leek, y posiblemente uno de los del antepenúltimo episodio)
- Pteranodon † (Posiblemente)
- Scutosaurus †
- Smilodon †
- Arthropleura †
- Tiburón del futuro †

### Tercera temporada
- Coelurosauravus
- Gremlin (criatura del futuro) † (Posiblemente)
- Quiróptero depredador (criatura del futuro) † (Varios)
- Himenóptero depredador † (Uno)
- Giganotosaurus
- Embolotherium
- Diictodon
- Dracorex
- Pristichampsus
- Titanis † (Solo dos)
- Velociraptor
- Dromaeosauridae † (Tres ejemplares)
- Pteranodon
- Australopithecus † (Unos cuantos)
- Hongo del futuro/Criatura de hongos †
- Larva del futuro

### Cuarta temporada
- Spinosaurus
- Kaprosuchus †
- Dinosaurio arbóreo †
- Coelurosauravus
- Dracorex
- Dromaeosauridae †
- Mamut Colombino
- Therocephalia (posiblemente Euchambersia) †
- Hyaenodon † (Dos machos)
- Labyrinthodontia
- Phorusrhacos † (Un ejemplar macho)
- Gorgonopsidae (Posiblemente Inostrancevia) (en un vídeo)
- Quiróptero depredador (criatura del futuro) (en un vídeo)
- Giganotosaurus (en un vídeo)
- Criatura de hongos (en un vídeo)
- Titanis (en un vídeo)
- Dodo (mencionado)
- Gremlin (criatura del futuro) (en un flashback de Ethan/Patrick)

### Quinta temporada
- Coelurosauravus
- Tyrannosaurus † (Posiblemente)
- Anurognathus
- Liopleurodon
- Coleóptero depredador (criatura del futuro) †
- Grillido excavador (criatura del futuro) †
- Terópodo nadador (posiblemente Eustreptospondylus) † (Después de devolverlo)
- Kaprosuchus
- Dromaeosauridae † (Posiblemente)
- Quiróptero depredador (criatura del futuro) mutado † (Uno o dos)
- Paralvinella
- Dinosaurio arbóreo †
- Spinosaurus (Solo salen sus huellas)
- Mamut Colombino (Solo salen sus huellas)
- Varias criaturas no identificadas durante la convergencia

### Libros
El evento de extinción:
- Entelodon
- Anatotitan
- Didelphodon
- Dimetrodon
- Euparkeria
- Pachycephalosaurus
- Torosaurus
- Troodon
- Tyrannosaurus

Fuego y agua:
- Velociraptor
- Deinosuchus
- Eustreptospondylus
- Sauroposeidon
- Postosuchus

La sombra del jaguar:
- Ave del futuro
- Thylacosmilus

La isla perdida:
- Dromaeosaurus
- Eotyrannus
- Iguanodon
- Liopleurodon
- Neovenator
- Polacanthus

## Concurso
En el 2008, cuando ITV estrenaba la segunda temporada, el canal ITV1 lanzó un concurso para crear una criatura, la criatura ganadora saldría en la tercera temporada, estos fueron los finalistas:
- Primer lugar:Himenóptero depredador (El ganador)
- Segundo lugar:Caos-la criatura de anomalía
- Tercer lugar:Dunkleodon
- Cuarto lugar:Mandron
- Quinto lugar:Híbrido de pulga/catarina
- Sexto lugar:Draptersaurus